# Ben Judge
Ben Judge (* 18. September 1983) ist ein australischer Snookerspieler.

## Karriere
Ben Judge gewann mit 14 Jahren erstmals die Snooker-Meisterschaft von Westaustralien und wurde 2008 australischer Snookermeister.
Mit 29 Jahren versuchte er sich über die Q School für die Main Tour zu qualifizieren. Im zweiten Turnier 2011 erzielte er mit dem Erreichen des Viertelfinals seiner Gruppe das beste Ergebnis. Dort wurde er vom späteren Gruppensieger Tian Pengfei mit 4:0 bezwungen. Im Jahr darauf erhielt er nach dem Gewinn der Ozeanienmeisterschaft ein Zweijahres-Tourticket für die Saison 2012/13 und 2013/14. Im Laufe seiner zweiten Profisaison trat er vorzeitig zurück.

## Erfolge
- Ozeanienmeister: 2012
- Australischer Snookermeister: 2008
- Snookermeister von Westaustralien: 1997, 2002, 2005, 2007